# Pallenopsis denticulata
Pallenopsis denticulata is een zeespin uit de familie Pallenopsidae. De soort behoort tot het geslacht Pallenopsis. Pallenopsis denticulata werd in 1944 voor het eerst wetenschappelijk beschreven door Hedgpeth. 